# Kyōko Hayashi
Kyōko Hayashi (japanisch 林 京子 Hayashi Kyōko, eigentlich Miyazaki Kyōko; geboren 28. August 1930 in Nagasaki; gestorben 19. Februar 2017) war eine japanische Schriftstellerin und Atombombenopfer.

## Leben und Wirken
Kyōko Hayashi lebte bis zu ihrem 14. Lebensjahr in Shanghai. Sie kehrte 1945 nach Nagasaki zurück und geriet im August unter den Atombombenabwurf auf die Stadt und begann darunter zu leiden.
Hayashi begann zu schreiben und wurde 1975 für ihr Buch über ihre Jugenderfahrungen mit dem Titel „Matsuri no ba“ (祭りの場) „Festplatz“ mit dem Gunzō-Nachwuchspreis und dem Akutagawa-Preis ausgezeichnet. 1983 wurde sie für „Shanghai“ mit dem Frauenliteraturpreis geehrt. Ein Jahr später erhielt sie für „Sanga ni ie“ (三界の家) – „Drei Generationen einer Familie“ den Kawabata-Yasunari-Literaturpreis, dann 1990 für „Yasuraka ni ima wa nemuri-tamae“ (やすらかに今はねむり給え) – etwa „Jetzt friedlich schlafen“ den Tanizaki-Jun’ichirō-Preis. 2000 folgte der Noma-Literaturpreis für „Nagai jikan o kaketa ningen no keiken“ (長い時間をかけた人間の経験) – „Menschliche Erfahrung über einen langen Zeitraum“. 2006 erhielt sie den Asahi-Preis für ihr herausragendes literarisches Schaffen, zusammengefasst in einer 8-bändigen Gesamtausgabe.
Weitere Werke sind „Giyamado Bīdoro“ (ギヤマン ビードロ) – „Getriebemeister Bidro“, „Seishun“ (青春).
Auf Deutsch erschien 2011 „Verstrahltes Leben“ im Angkor-Verlag. Das Buch enthält die preisgekrönte Erzählung „Nagai jikan o kaketa ningen no keiken“, hier unter dem Titel „Verstrahltes Leben“, und „Von Trinity nach Trinity“, ein Bericht über einen Besuch im Atombombenversuchszentrum in den USA, wo der „Trinity-Test“ am 16. Juli 1945 stattgefunden hatte.
In „Verstrahltes Leben“ beschreibt Hayashi ihren Versuch, durch eine Pilgerfahrt in Japan zur Ruhe zu kommen. Sie entscheidet sich für die eher unbekannten „33 Kannon-Tempel von Miura“ (三浦三十三の観音 Miura sanjūsan no Kannon), die sich auf der Miura-Halbinsel befinden. Letztlich schenkt auch die intensive Begegnung mit dem buddhistische Glaube ihr keinen Frieden.